# 库定熊蛛
库定熊蛛（学名：Arctosa khudiensis）为狼蛛科熊蛛属的动物。分布于印度以及中国大陆的四川、云南、海南等地。该物种的模式产地在印度。